# Phorocera negrensis
Phorocera negrensis là một loài ruồi trong họ Tachinidae.